# 乌拉伊宁

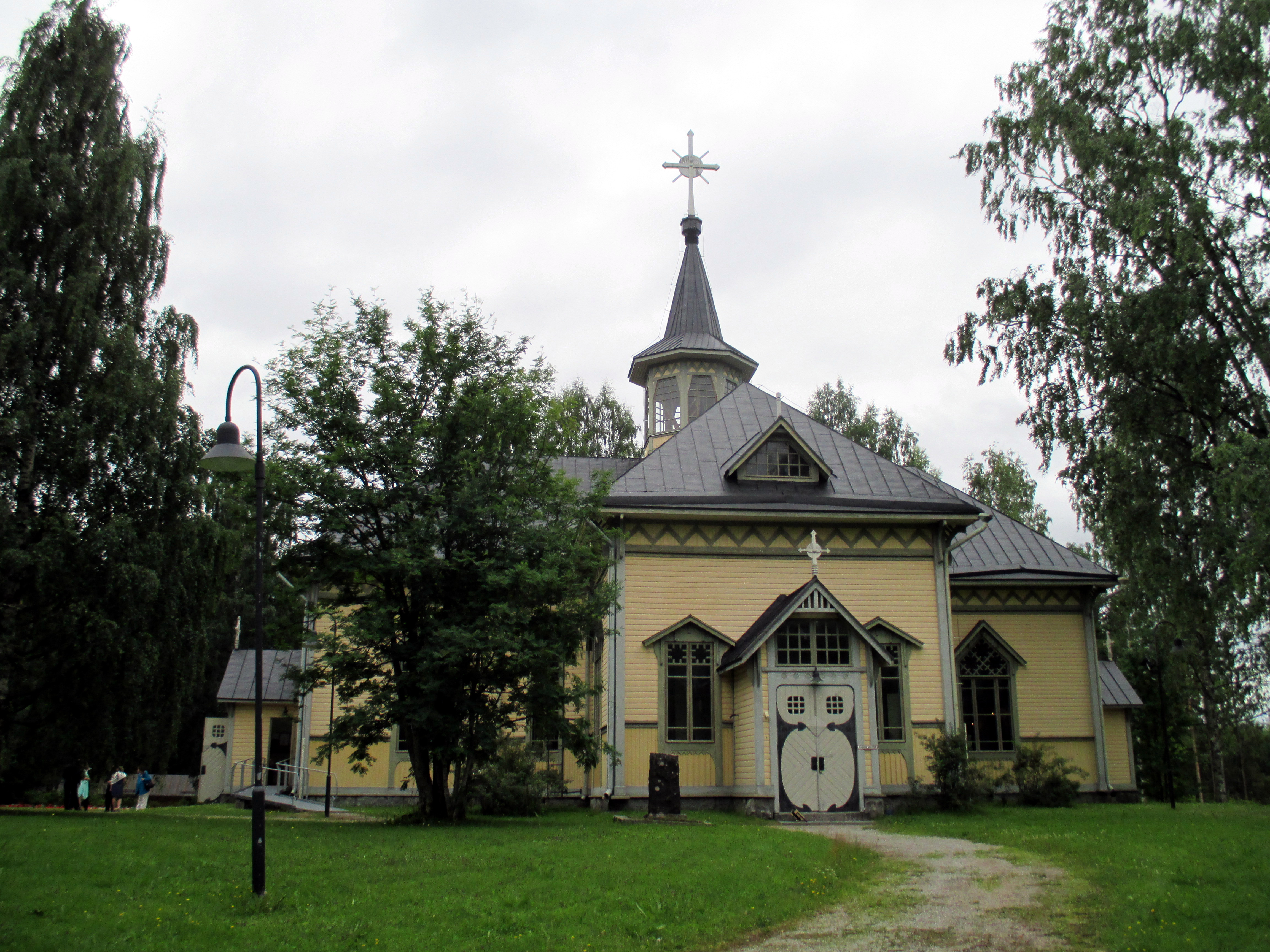
乌拉伊宁教堂

乌拉伊宁（芬蘭語：Uurainen）是芬蘭中芬蘭區的市鎮，位於該國南部，始建於1868年，面積372平方公里，最高點海拔高度200米，2013年人口3,531，人口密度為每平方公里10.15人。

## 外部連結
- 乌拉伊宁市镇官方网站 （页面存档备份，存于） （文）